# Fascia (Ligurien)
Fascia ist eine kleine italienische Gemeinde in der Metropolitanstadt Genua mit 67 Einwohnern (Stand 31. Dezember 2023).

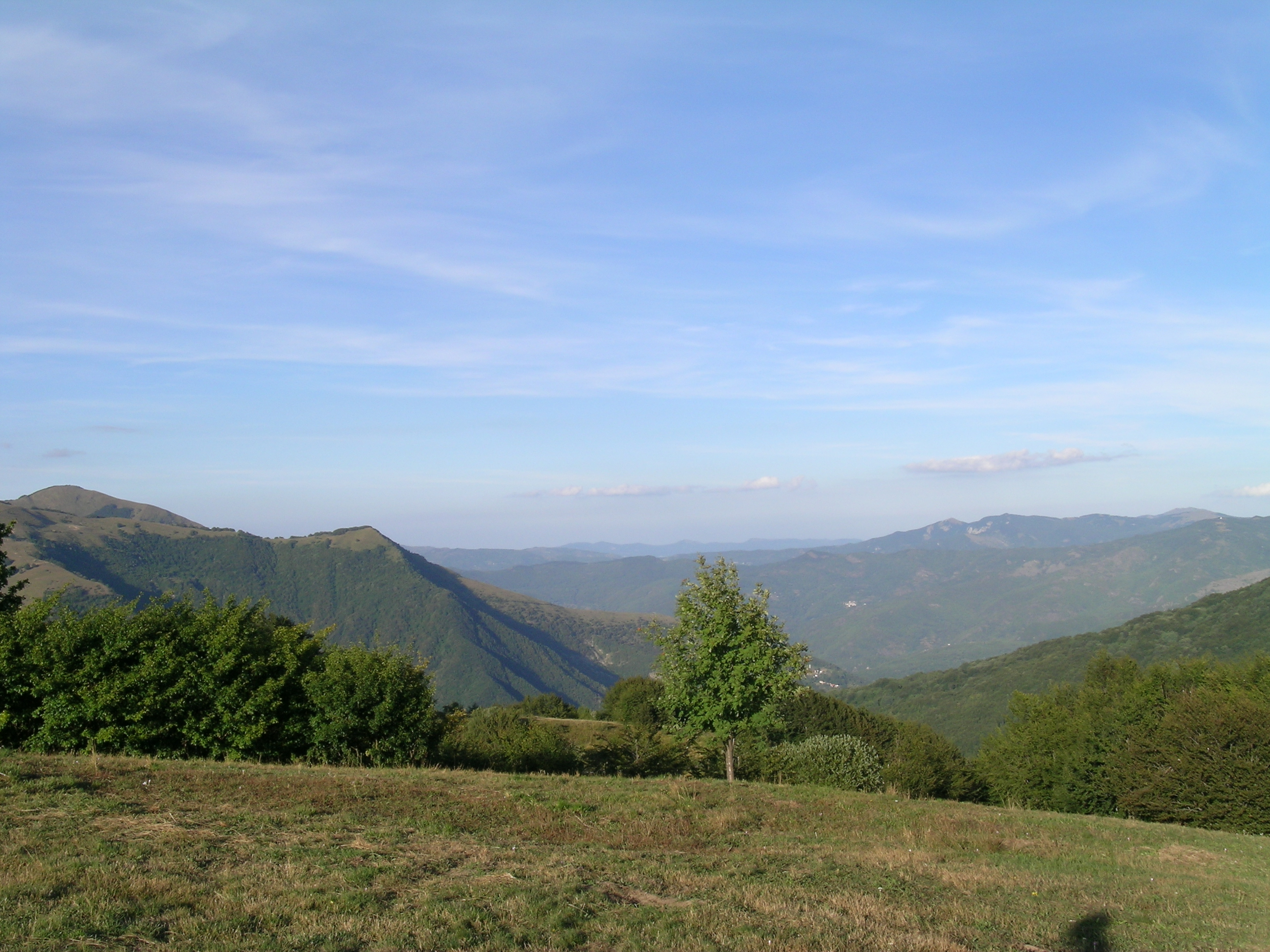
Blick über die Region

## Lage
Die Gemeinde liegt im Tal Trebbia am oberen Verlauf des Baches Cassingheno. Die Entfernung zu der ligurischen Hauptstadt Genua beträgt circa 56 Kilometer.
In der Nähe der Gemeinde, in Richtung der Kommune Propata, befindet sich der Parco naturale regionale dell’Antola (Regionaler Naturpark Antola), der hauptsächlich die Hänge des Monte Antola (1596 Meter) einschließt. Der Naturpark ist bekannt für eine prächtige Blütezeit vor allem der Islandflechte, des Roten Fingerhuts und der Lungenkräuter.
Wie bei vielen Gemeinden im Val Trebbia verdoppelt sich die Einwohnerzahl von Fascia in der Sommerzeit. Dieser Anstieg ist durch den saisonalen Zuzug insbesondere der Bewohner des Tals Bisagno begründet, welche im Ligurischen Apennin kühlere Temperaturen suchen.
Fascia bildet mit weiteren sieben Gemeinden die Berggemeinde Alta Val Trebbia.
Nach der italienischen Klassifizierung bezüglich seismischer Aktivität wurde Fascia der Zone 4 zugeordnet. Das bedeutet, dass sich die Gemeinde in einer seismisch inerten Zone befindet.